# 橘もも
橘 もも（たちばな もも、女性、1984年2月28日 - ）は、日本の小説家、翻訳家。現在は立花もも名義で編集者・フリーライターも務める。

## 経歴
愛知県名古屋市出身。中学3年生の時に書き上げた投稿作「翼をください」が、講談社文芸図書第四出版部主催の「第7回ティーンズハート大賞」の〈佳作〉に入選し、私立愛知淑徳高等学校 1年生在学中の2000年に、同作でデビューした。以後ティーンズ向けに執筆を続け、現在に至る。
また大学卒業後は、『ダ・ヴィンチ』編集部にて雑誌や書籍の編集者として勤務し、現在はフリーライター・編集業（立花もも名義）と作家業（橘もも名義）の二足のわらじを履く。小説のほかにも、映画やゲーム作品のノベライズや、絵本や海外映画ノベライズ作品の翻訳なども手掛けている。
編集に携わった本としては、山本渚『吉野北高校図書委員会』シリーズ、岡野宏文×豊崎由美『読まずに小説書けますか』などがある。
Web小説「ヒナガール!!～ぼくらの歌姫～」の原作者。

## オリジナル作品リスト

### 講談社X文庫ティーンズハート
- 翼をください（2000年2月） → 電子版（PHP研究所、2013年12月）
- 海 ―私たちの還る処（2000年11月）
- わたしたちの「翼」（2001年5月）
- Piece かけらのこころ（2002年11月）
- 雪のしずく（2003年3月）
- 夏は、夜。（2003年12月）

### 青い鳥文庫
- それが神サマ!? 一の巻「あらわる」（2015年1月14日）
- それが神サマ!? 二の巻「かなでる」（2015年6月15日）
- それが神サマ!? 三の巻「悪霊っ?」（2016年1月14日）

### MF文庫ダ・ヴィンチMEW
- 忍者だけど、OLやってます（2015年2月24日）
- 忍者だけど、OLやってます オフィス忍者合戦の巻（2016年3月25日）

### 双葉文庫
- 忍者だけど、OLやってます（2020年3月11日）
- 忍者だけど、OLやってます オフィス忍者合戦の巻（2020年4月15日）
- 忍者だけど、OLやってます 抜け忍の心意気の巻（2020年11月12日）
- 忍者だけど、OLやってます 遺言書争奪戦の巻（2022年3月10日）

### 寄稿アンソロジー
- エソラ vol.15（講談社、2012年12月）- 収録作品:「ネバーランド」

### 雑誌掲載
- 「恋じゃないけど、運命です」 - 『小説推理』2024年5月号

## ノベライズ・翻訳作品リスト

### 講談社X文庫ホワイトハート
- お菓子な島のピーターパン 〜Do you like chocolate?〜 (2011年12月)
- お菓子な島のピーターパン 〜My Special Cake〜 (2012年4月)
- お菓子な島のピーターパン 〜Sweet Never Land〜  (2012年8月)
- 百鬼夜行〜怪談ロマンス〜 (2012年12月)
- 百鬼夜行〜深紅の約束〜 (2013年8月)

### 講談社ディズニー文庫
以下、すべてN.B.グレース著の翻訳。
- ハイスクール・ミュージカル (2007年9月)
- ハイスクール・ミュージカル 2 (2007年11月)
- ハイスクール・ミュージカル イースト高校バンド・バトル (2008年5月)
- ハイスクール・ミュージカル イースト高校 スピリット・ウイーク (2008年7月)
- ハイスクール・ミュージカル イースト高校 ポエム・コンテスト (2008年9月)
- ハイスクール・ミュージカル イースト高校 未来の僕たち (2008年11月)
- ハイスクール・ミュージカル/ザ・ムービー (2009年1月)

### 角川つばさ文庫
- リトルウィッチアカデミア でたらめ魔女と妖精の国 (2017年4月15日)
- 白猫プロジェクト 大いなる冒険の始まり（2019年3月15日）

### 講談社文庫
- バックダンサーズ! (2006年8月)
- サッド・ムービー (2006年11月)
- OVER DRIVE (2018年5月15日)
- 小説 透明なゆりかご
  - 上巻：2018年8月10日
  - 下巻：2018年9月14日
- さんかく窓の外側は夜 映画版ノベライズ（2020年11月13日）
- 大怪獣のあとしまつ 映画ノベライズ（2021年12月15日）

### 電撃文庫
- モンスターストライク THE MOVIE ソラノカナタ (2018年10月10日)

### KADOKAWA
- 小説 空挺ドラゴンズ（単行本、2019年11月7日）

### NHK出版
- NHK連続テレビ小説 ブギウギ（［作］足立紳・櫻井剛、［ノベライズ］橘もも）
  - 上巻：2023年9月25日、ISBN 978-4-14-005738-4
  - 下巻：2024年2月24日、ISBN 978-4-14-005739-1